# 馮汝驥
馮汝驥（1877年—1928年），字申甫，河南开封府祥符县人。中华民国政治人物。泰安县著名贪官。

## 生平
歷署直隸東光、柏鄉、灤州、山東泰安各縣知事，山東岱南道尹，津海關監督，陝西財政廳
1912年，冯汝骥出任泰安县知事。此后，冯汝骥依附权贵，任人唯亲，并且纵容官吏贪赃枉法，鱼肉平民百姓。冯汝骥重用三班警目王洪久、库吏经承李传喜，二人分别掌管政、财大权，借“税契”、“行户换贴”的机会搜刮民财。
税契又称“验契”，是指民众将中华民国成立之前的全部房产、土地契约送交官府验讫，粘贴官府所印的条文证明纸，最后加盖县印，称为“红契”。未经检验的旧契约称为“白契”。未办理税契者不合法，定为隐瞒罪，官府可以随时没收或拍卖其房产、土地。
冯汝骥在全泰安县张贴布告，责令民众限期办理税契，并派出衙役催逼。当时，泰安县境内有十余万户民众，每日入城办税契者不下千人，还必须排队等待叫号，只能风餐露宿。冯汝骥派李传喜主持契税房，随意改变契税办法，从中多收契税。收税时，又采用银元计算，先提前私下和银号串通，垄断银元，从而提高铜元对银元的兑换价，办理税契者无银元，不得不以铜元折价交纳契税。契税上交国库时则仍按牌价计算，多余的部分便由冯汝骥等人贪污。许多民众为了保住祖传的房产、土地，被迫出卖粮食、出典衣服，四处借贷。契税房的人员在验契时，故意挑剔契纸的瑕疵，办理税契者必须托人花钱“活动”，才能验讫。富户由于房产、土地多，缴纳的契税也多，所以意见尤大。冯汝骥仅通过此次验契便搜刮民财“四五十万金”。
“行户换贴”是商税、商业交易方面的事宜。当时，泰安县共有108个乡镇，每个乡镇均设有行头。行头必须由镇长作保，出资购买“行贴”，有“行贴”之后才能成为行头。行头负责管理集市行业和税收。根据旧制，每五年换一次“行贴”。行户换贴通过投标而定，出价高者便能买到“行贴”。冯汝骥来泰安县上任时，“行贴”才更换过两、三年，冯汝骥不顾旧制，强行提前换贴。新旧行户为了争夺“行贴”，纷纷出高标竞买，并且重金贿赂官吏。购得“行贴”的新行头，又通过各种名义的税收，将投标购买“行贴”的花费转嫁到民众身上，进而横征暴敛。冯汝骥强行提前换贴，大大加重了民众负担。
1914年4月， 泰安县发生严重雹灾，冯汝骥未将上级划拨的赈灾款下发，而是将赈灾款贪污。民众纷纷因饥饿请求赈灾。然而，所有请领赈灾款者不是被冯汝骥逮捕关押，就是被冯汝骥将其土地罚没充公。
冯汝骥在办理民事案件时，不问原告、被告案情，只靠罚和打。断案不分曲直，但视原告、被告双方财产，定其罚款数额，不服便打，必令如数交纳罚款，导致原告、被告两败俱伤，倾家荡产。冯汝骥为销毁罪证，还焚毁罚款案卷。
任内，冯汝骥常借巡视的名义游览泰山各寺庙，见到寺庙内奇佳的花木，便据为己有。当时，岱庙设有花局，其中的松柏盆景十分珍贵，有的甚至价值数百金。冯汝骥经常游览岱庙，每见到上佳的花木，问明价值后，即命随从搬走，从不付钱。遇到花木的管理人索钱时，冯汝骥便将管理人逮捕并处罚款。冯汝骥掠夺的各种花木，除了用于贿赂上级官员之外，大部分均据为已有，或倒卖获利。此外，冯汝骥还肆意盗伐泰山的古树，打造成家具出售。当时，泰安县有民谣：
冯汝骥，坐泰安，土地加税房扣捐。

腊月里，冰雪天，地保衙役都摧钱。

交钱日期不准变，到期不交把眼剜。

肚里无食身发抖，城里乡里哭连天。
1915年，山东省参议员葛云庵（肥城人）获悉冯汝骥贪赃枉法的劣迹后，专程返回家乡查访，查实其恶行， 联合各乡士绅赴山东省政府告状。冯汝骥遂托人说情，葛云庵说：“你身为父母官，本应体恤民情，竟然上食国家俸禄，下刮民间地皮！你我昔无仇，近无怨，我受桑梓之托，非为名利，实乃为民请命。”由于冯汝骥买通了山东省政府的官员为其开脱，故此案不了了之。此后，葛云庵独自赴北京上告，肃政史王铁珊接到控告冯汝骥的状纸后，随即弹劾冯汝骥，冯汝骥乃被撤职。冯玉祥所撰
《铁珊轶事》第四卷《弹劾冯汝骥》一文中称：“民国二、三年间，山东泰安县知事冯汝骥，贪鄙无耻，人民苦之。铁珊为肃政史，即得共状，严劾之。冯遂以褫职。”
被撤职后，冯汝骥寓居天津租界。1918年，冯汝骥成为安福国会参议员。1920年，安福国会解散。
不久，冯汝骥搜刮来的钱花光，遂流落街头，见到山东人便惊恐地躲避。1928年，冯汝骥病逝，尸体无人收殓。

## 逸事
1917年初，泰安县王衡斋提议泰安县“人出钱一文”，为冯汝骥铸造贪官丑像。此议一出，泰安县民众群起响应，连妇女和乞丐都争相出资， 士绅也积极出资，选请知铸工许凤德设计并铸造该像。1917年6月，铁像铸成。此像高约1.2米，秃头，苦丧脸，头顶一元宝，双膝跪地，双手与肩平齐，掌心向上，各托一元宝，全身均铸有银元图形。此铁像起初放置在双龙池南侧，即通天街北口正中，面南跪。泰安县民众纷纷来此观看大贪官冯汝骥的丑态。不久，新任泰安县知事曹光楷（河南人，冯汝骥的同乡）见到冯汝骥的跪像，非常生气，欲将此像销毁，又碍于泰安县的民意，乃令人将铁像抬到下关帝庙，丢弃在庙殿后面的夹道内，后来又埋入地下。
1923年，此铁像被人找到，并立于原处，不久又丢失。1928年，此像被再度找回并重新立于原处。1931年秋，泰安县的包公祠（位于泰安县旧城西门外道北）建成，经过公议，决定将这尊冯汝骥的跪像迁至包公祠门外，与大清官包公相对照。民众极度憎恨贪官，纷纷对着冯汝骥的跪像咒骂、唾弃。
1931年秋，在铁像迁往包公祠门外的同时，树立了《冯汝骥铁像记》石碑。此碑碑宽65厘米，高34厘米，碑上刻有18行文字，每行满行10字，共计171字，每字直径2.5厘米。此碑由泰安县人赵新儒撰文，韩玉田以楷书书写。碑文如下（原文无标点）：

馮汝驥鐵像記碑
民初三、四年間，河南馮汝驥為泰安縣長，貪酷無所不至。及去後，由王衡齋倡議，人出錢一文為鑄鐵像，六年夏，立於遙參亭前。適曹光楷蒞任，怒捕王，王憤死，督吏埋鐵像。十二年，邑人搜出立之，後馮汝驥又賄人埋之。十七年邑人又覓得，立原處。二十年秋，韓主席以奬廉懲貪，倡導群僚重修包公祠，袝祀清官傅、張二公，一仍舊貫，乃公議移置鐵像於祠門外，流芳遺臭，後之來者視此。
新儒趙正印撰記
邑人
梅村韓玉田敬書
1947年春，中国人民解放军攻占泰安县城时，包公祠在战火中被炸毁，冯汝骥的铁像倒卧在瓦砾中。1948年秋，此铁像被人砸成碎铁，出售给许家铸铁厂，铸成了铁块。